# Theta Canis Majoris
Theta Canis Majoris (θ CMa / 14 Canis Majoris / HD 50778 / HR 2574) és un estel a la constel·lació del Ca Major de magnitud aparent +4,09. S'hi troba situat a 252 anys llum de distància del sistema solar.
Theta Canis Majoris és una de les nombroses gegants taronges visibles al cel nocturn. De tipus espectral K3/4III, té una temperatura efectiva de 4.084 K. El seu radi és 30,1 vegades més gran que el radi solar, equivalent a 0,14 ua. Giravolta sobre si mateixa amb una velocitat de rotació projectada —límit inferior de la mateixa— de 4,27 km/s. La seva massa és aproximadament igual a la del Sol, però és un estel molt més vell i evolucionat, sent la seva edat aproximada de 8.110 ± 2.370 milions d'anys. El nostre Sol, dins de 4.300 milions d'anys, presentarà un aspecte similar.
Theta Canis Majoris té una metal·licitat —abundància relativa d'elements més pesats que l'heli— inferior a la solar en un 45% ([Fe/H] = -0,26). Aquesta mateixa tendència s'observa en el seu contingut relatiu de carboni, mentre que els nivells d'oxigen i nitrogen són molt més propers als solars.